# Gaman
Gaman (jap. 我慢) oder  gamanzuyoi (我慢強い), in der Zusammensetzung mit tsuyoi (stark), ist ein Begriff der japanischen Sprache, der mit „Geduld und Beharrlichkeit“ übersetzt wird. Er kann sich auf ein Gesetz, Personen, einen Ethos, einen Charakterzug, eine Kultur oder Ähnliches beziehen. Es bedeutet so viel wie in schwierigen Zeiten sein Bestes zu geben und dabei die Selbstdisziplin zu bewahren. Man sagt zum Beispiel, dass die erste japanisch-amerikanische Einwanderergeneration, die Issei, während der Internierung japanischstämmiger Amerikaner im Zweiten Weltkrieg Gaman zeigte. Das Gleiche gilt auch für die Betroffenen nach dem Tōhoku-Erdbeben 2011 im Norden Japans.
Gaman hat auch in die psychoanalytische Theorie Einzug gehalten, um eine japanische Haltung zu beschreiben: „Einschränkung des Egoismus zu Gunsten anderer“. Gaman wird im jungen Alter erlernt. Es wird exemplarisch von Älteren vorgelebt und als Zeichen von Reife und Stärke betrachtet. Über seine privaten Anliegen, Probleme und Beschwerden zu schweigen ist ein Zeichen höflicher Zurückhaltung – sein Gegenüber hat womöglich noch größere Sorgen. Wenn eine Person, die Gaman übt, Hilfestellung erfährt, wird die Hilfe angenommen. Jedoch wird weder um mehr Hilfe gebeten noch Bedenken geäußert.

## Geschichte
Der Begriff Gaman entstammt der Lehre des Zen-Buddhismus und bezeichnet eine innere Tätigkeit gegenüber äußeren Widrigkeiten. Die japanisch-amerikanischen Internierten im Zweiten Weltkrieg übten Gaman, um gesellschaftliche Ausgrenzung, Bedrängnis und Demütigung durchzustehen. Diese verinnerlichte Haltung wurde oft von Nicht-Japanern als mangelnde Initiative falsch verstanden.
Nach dem Tōhoku-Erdbeben und Tsunami am 11. März 2011 sah man die Wurzel der Leidensfähigkeit, des Anstands, des Ausbleibens von weitverbreiteten Plünderungen und der gegenseitigen Hilfsbereitschaft der Japaner weitgehend im Gaman. Ebenfalls wurde der anscheinende Heroismus der kurzzeitig nur 50–70 Angestellten, die angesichts großer persönlicher Gefährdung in dem Kernkraftwerk Fukushima I weiterarbeiteten, als Manifestierung von Gaman betrachtet (cf. Fukushima 50 in Nuklearkatastrophe von Fukushima).